# Colias viluiensis
Colias viluiensis är en fjärilsart som beskrevs av Ménétriès 1859. Colias viluiensis ingår i släktet Colias och familjen vitfjärilar. Inga underarter finns listade i Catalogue of Life.

## Bildgalleri

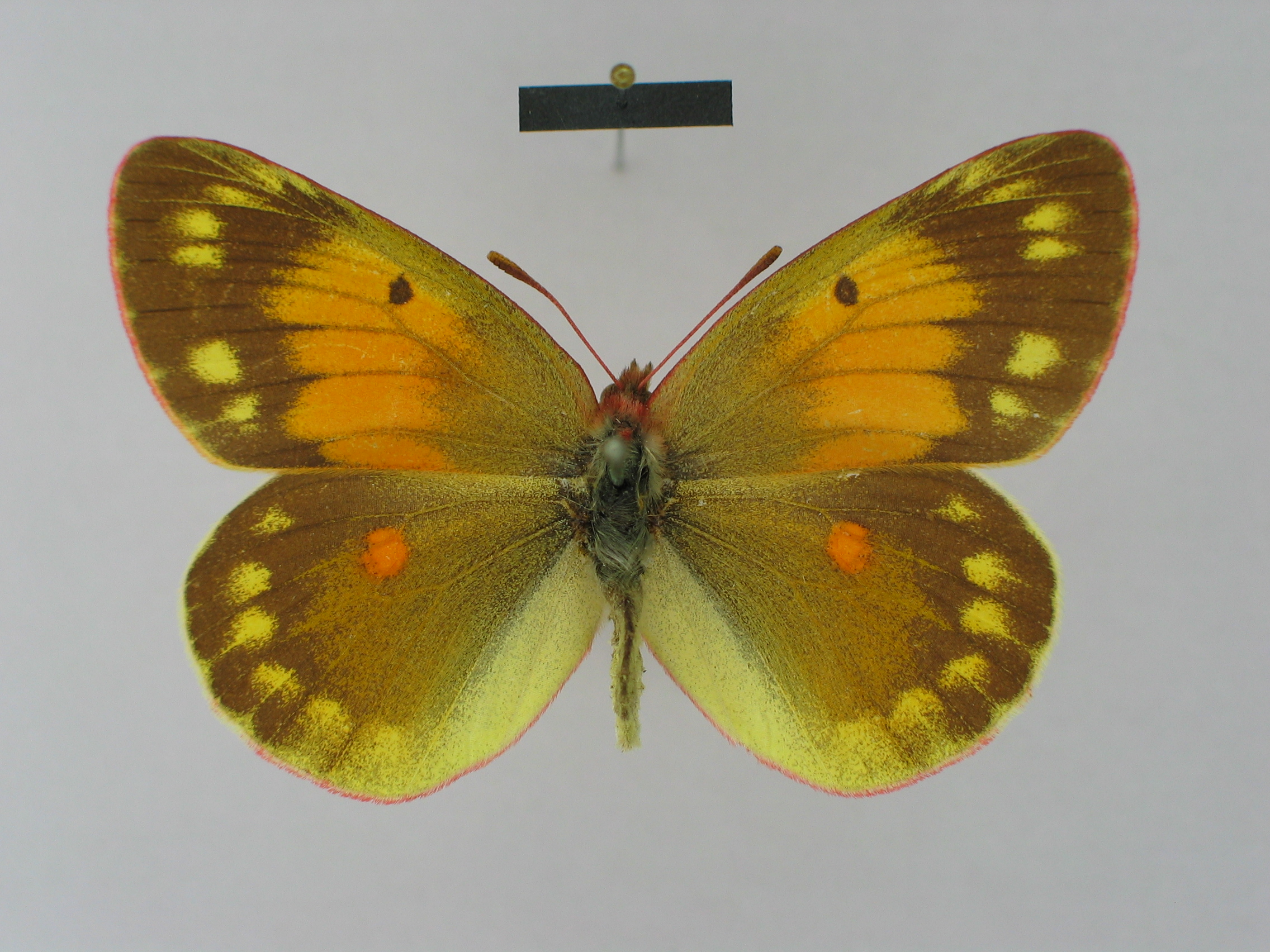
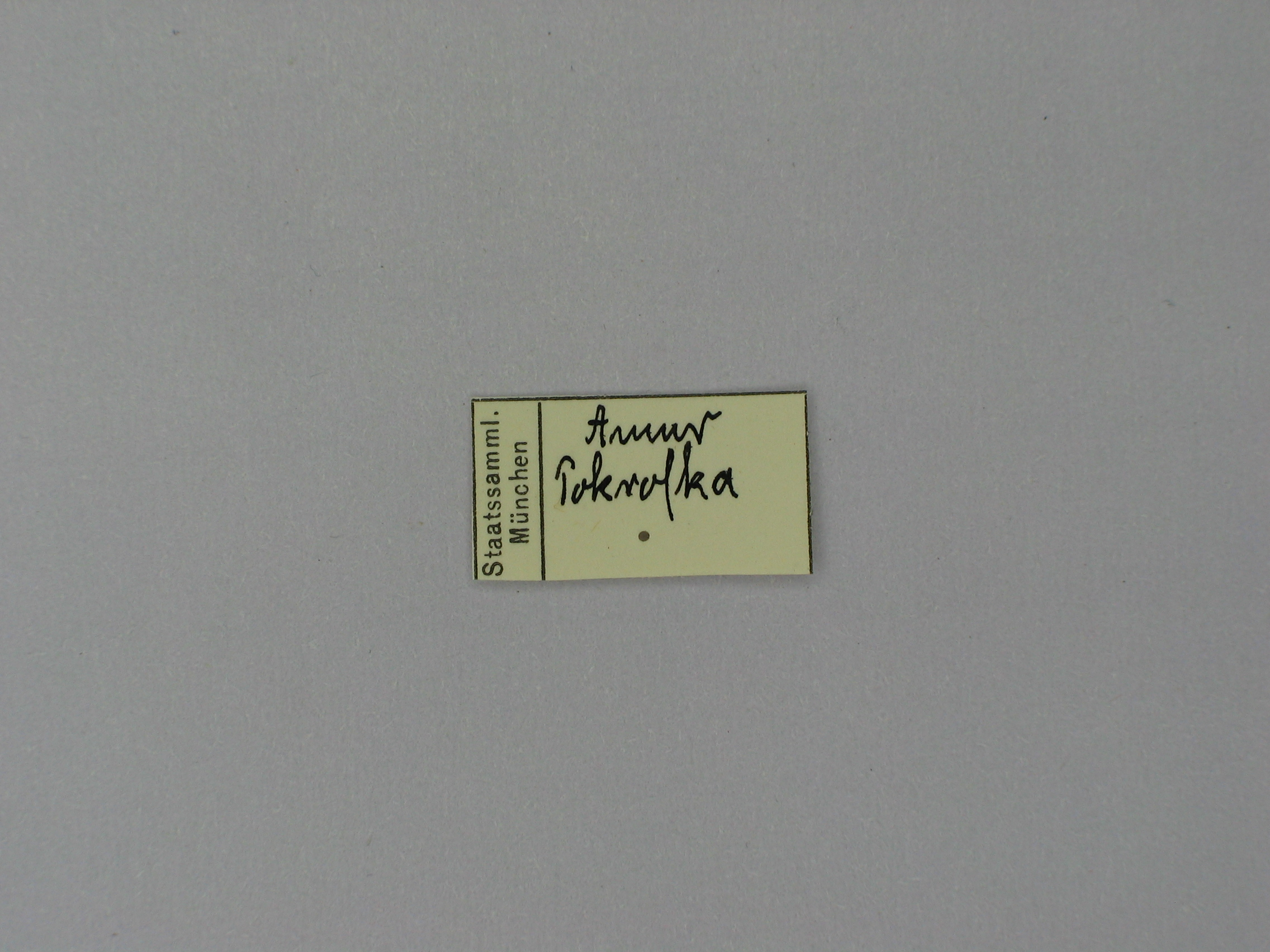
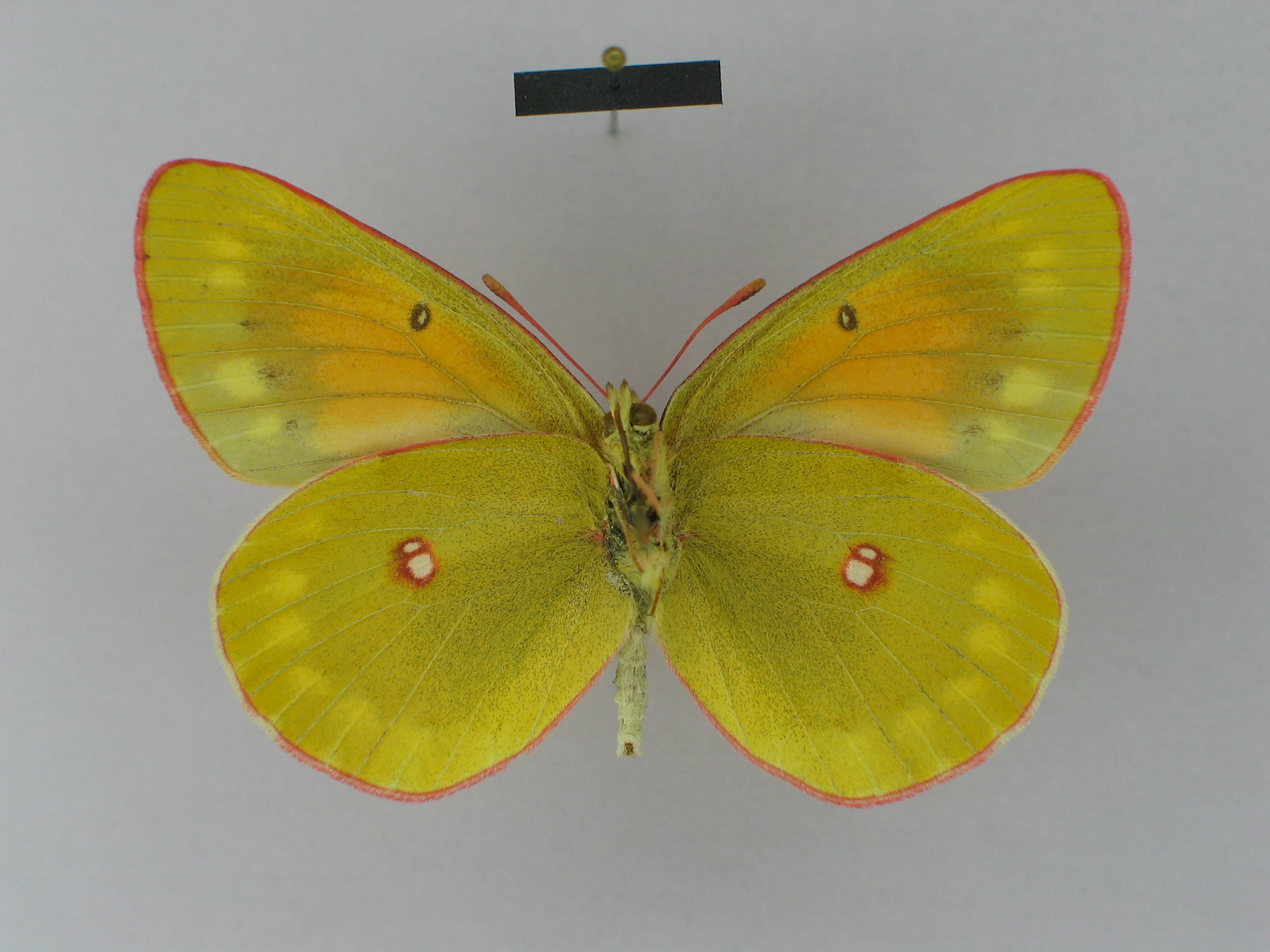
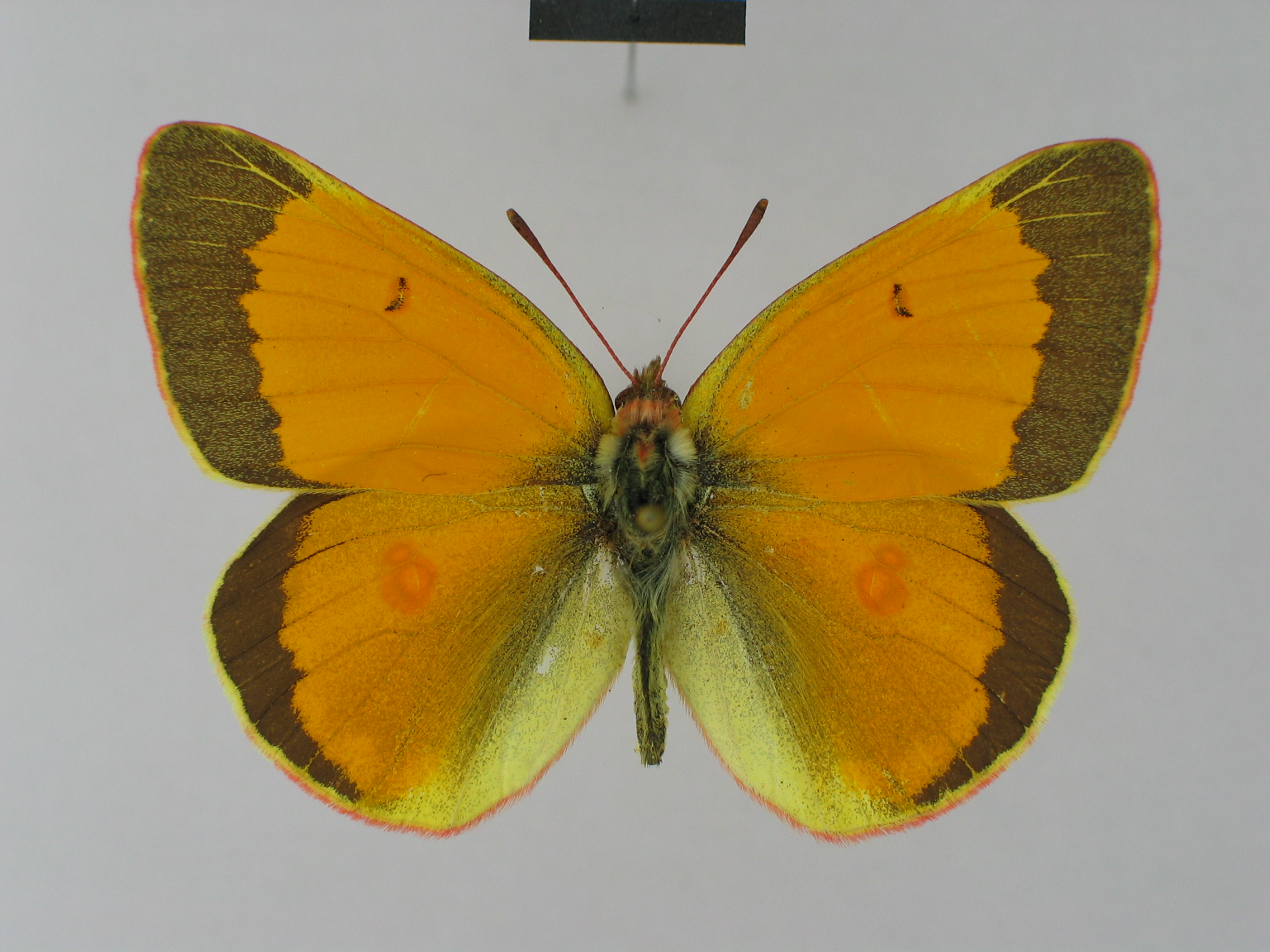
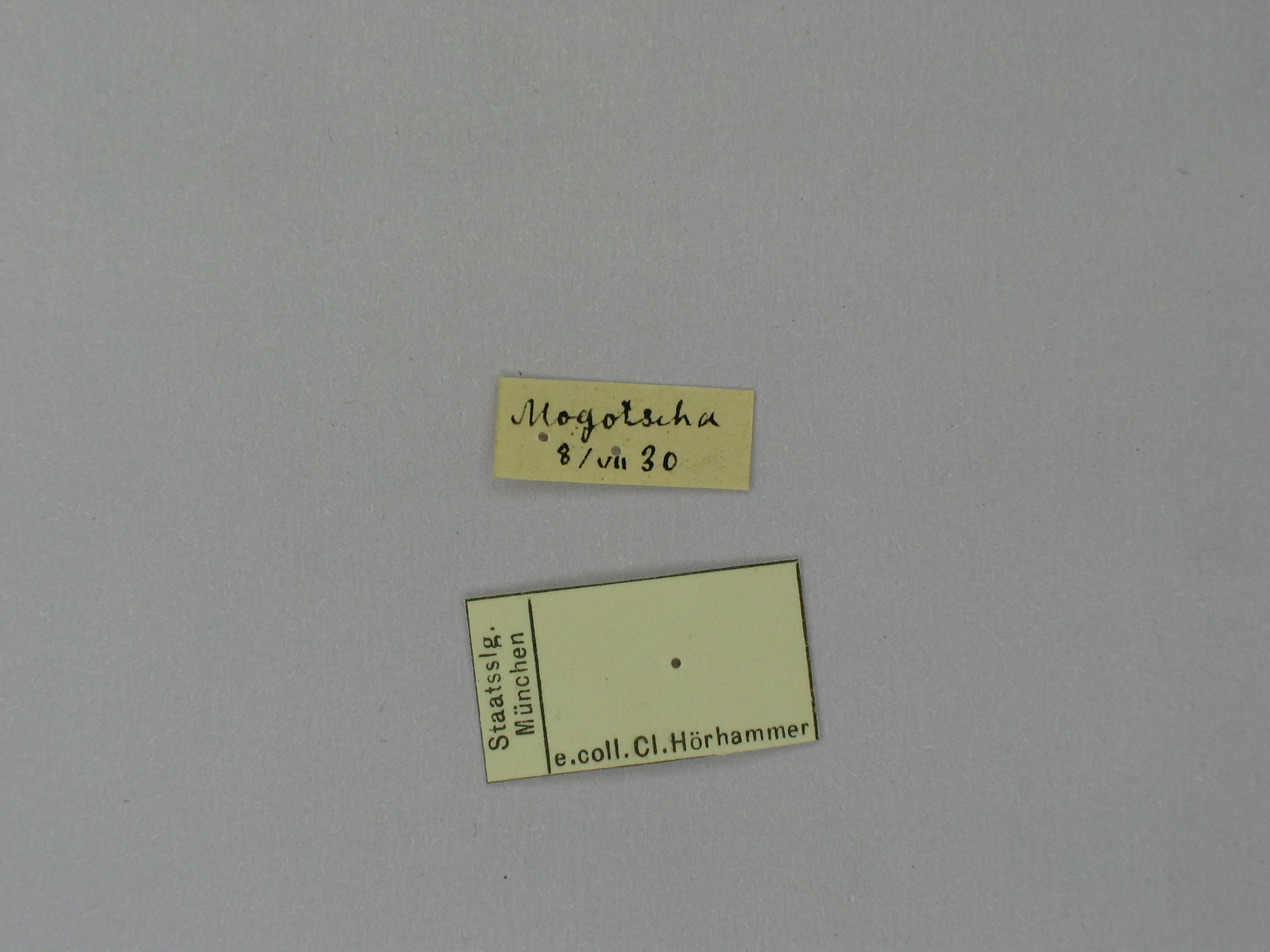
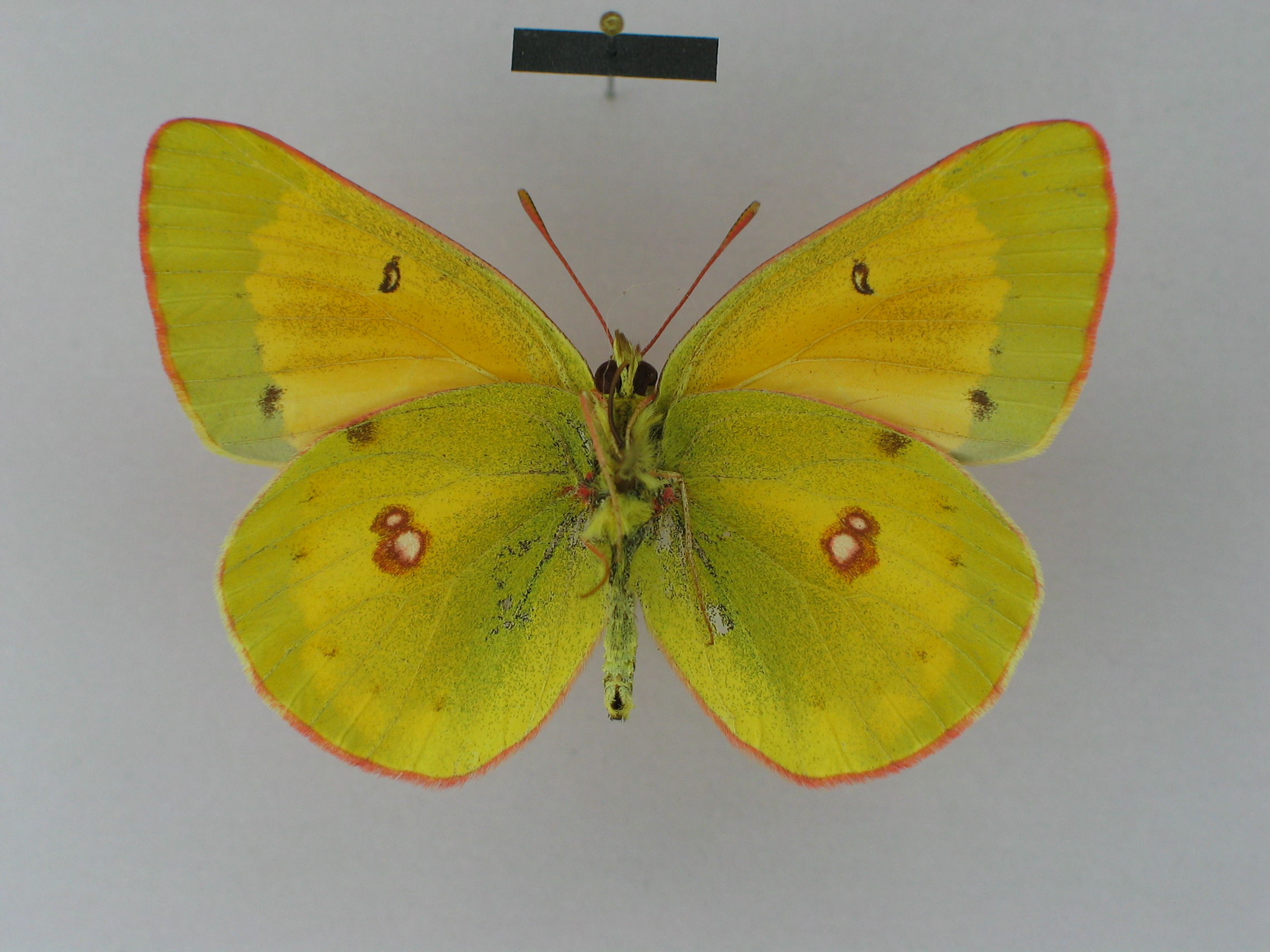